# Mony Marc
Mony Marc (Bélgica, 1934-35), nome artístico de Simone Marcotty, é uma cantora belga.
Em 1956, Mony Marc representou a Bélgica no primeiro Festival Eurovisão da Canção com a canção "Le plus beau jour de ma vie" (O melhor dia da minha vida). Naquela altura, o festival foi emitido essencialmente via rádio, e apenas o vencedor foi revelado (a Suíça).